# Dedicated to Chaos
Dedicated to Chaos es el duodécimo álbum de la banda de Metal progresivo Queensrÿche, el álbum fue lanzado primero en Japón el 21 de junio de 2011, y una semana después en EE. UU., el 28 de junio. 
Es el primer disco del grupo lanzado a través del sello discográfico Loud & Proud, subsidiario de Roadrunner Records.
Este fue el último álbum de Queensrÿche con Geoff Tate, antes de que el vocalista fuera expulsado de la banda en 2012.

## Lista de canciones
1. "Get Started"
2. "Hot Spot Junkie"
3. "Got It Bad"
4. "Higher"
5. "Wot We Do"
6. "Around the World"
7. "Drive"
8. "At the Edge"
9. "I Take You"
10. "Retail Therapy"
11. "The Lie"
12. "Big Noize"

## Personal
- Geoff Tate - voz, saxo
- Michael Wilton - guitarra
- Eddie Jackson - bajo
- Scott Rockenfield - batería, teclados